# Старогутківська сільська рада
Старогу́тківська сільська́ ра́да — адміністративно-територіальна одиниця та орган місцевого самоврядування в Семенівському районі Чернігівської області. Адміністративний центр — село Стара Гутка.

## Загальні відомості
Старогутківська сільська рада утворена у 1987 році.
- Територія ради: 34,79 км²
- Населення ради: 311 особа (станом на 2001 рік)

## Населені пункти
Сільській раді підпорядковані населені пункти:
- с. Стара Гутка
- с. Вільшанка
- с. Жаданівка
- с. Лосевочка
- с. Шведчина

## Склад ради
Рада складається з 12 депутатів та голови.
- Голова ради: Артеменко Валентина Василівна
- Секретар ради: Шарапа Антоніна Петрівна

### Керівний склад попередніх скликань
| Прізвище, ім'я, по батькові   | Основні відомості                                                 | Дата обрання | Дата звільнення |
| ----------------------------- | ----------------------------------------------------------------- | ------------ | --------------- |
| Артеменко Валентина Василівна | Сільський голова, 1970 року народження, освіта вища, позапартійна | 26.03.2006   | 31.10.2010      |
| Артеменко Валентина Василівна | Сільський голова, 1970 року народження, освіта вища, позапартійна | 31.10.2010   |                 |

Примітка: таблиця складена за даними сайту Верховної Ради України

### Депутати
За результатами місцевих виборів 2010 року депутатами ради стали:

#### За суб'єктами висування
| Суб'єкт висування               | Кількість обраних депутатів | %    |
| ------------------------------- | --------------------------- | ---- |
| Партія регіонів                 | 5                           | 41,7 |
| Самовисування                   | 4                           | 33,3 |
| Народна партія                  | 2                           | 16,7 |
| Політична партія «Наша Україна» | 1                           | 8,3  |

#### За округами
| № округу                        | Прізвище, ім'я, по батькові     | Дата визнання обраним | Освіта  | Партійна приналежність            | Відомості про обраного депутата                                              |
| ------------------------------- | ------------------------------- | --------------------- | ------- | --------------------------------- | ---------------------------------------------------------------------------- |
| Народна Партія                  |                                 |                       |         |                                   |                                                                              |
| 10                              | Тищенко Ольга Василівна         | 03.11.2010            | вища    | позапартійна                      | Старогутківська сільська бібліотека, завідувач                               |
| 11                              | Комар Антоніна Павлівна         | 03.11.2010            | середня | позапартійна                      | Територіальний центр, соціальний працівник                                   |
| Партія регіонів                 |                                 |                       |         |                                   |                                                                              |
| 1                               | Мирончук Володимир Васильович   | 03.11.2010            | вища    | позапартійний                     | ПП « Стара Гутка», директор                                                  |
| 3                               | Шарапа Микола Іванович          | 03.11.2010            | середня | позапартійний                     | фермерське господарство « Пролісок», голова                                  |
| 6                               | Мирончук Людмила Іванівна       | 03.11.2010            | вища    | позапартійна                      | Старогутківська сільська рада, головний бухгалтер                            |
| 7                               | Шарапа Антоніна Петрівна        | 03.11.2010            | вища    | позапартійна                      | Старогутківська сільська рада, секретар                                      |
| 8                               | Жовта Тетяна Андріївна          | 03.11.2010            | середня | член Партії регіонів              | Старогутківський СБК, директор                                               |
| Політична партія «Наша Україна» |                                 |                       |         |                                   |                                                                              |
| 5                               | Артеменко Анатолій Петрович     | 03.11.2010            | середня | позапартійний                     | фермерське господарство « Пролісок», бухгалтер                               |
| Самовисування                   |                                 |                       |         |                                   |                                                                              |
| 2                               | Ніколаєнко Наталія Іванівна     | 03.11.2010            | середня | член Комуністичної партії України | Старогутківський фельдшерсько-акушерський пункт, молодший медичний працівник |
| 4                               | Ніколаєнко Володимир Михайлович | 03.11.2010            | середня | член Комуністичної партії України | фермерське господарство « Пролісок», водій                                   |
| 9                               | Лук'янець Надія Миколаївна      | 03.11.2010            | середня | позапартійна                      | Радомське ВЗ, листоноша                                                      |
| 12                              | Демиденко Ганна Василівна       | 03.11.2010            | середня | позапартійна                      | тимчасово не працює                                                          |